# Ҽ̆
Le tché brève (capitale Ҽ̆, minuscule ҽ̆) est une lettre additionnelle de l’alphabet cyrillique qui était utilisée dans l’écriture de l’abkhaze dans l’alphabet de 37 lettres de 1862 de Peter von Uslar et dans l’alphabet de  1892 de Gulia et Machavariani. Celle-ci est composée d’un tché et d’un brève.

## Utilisation

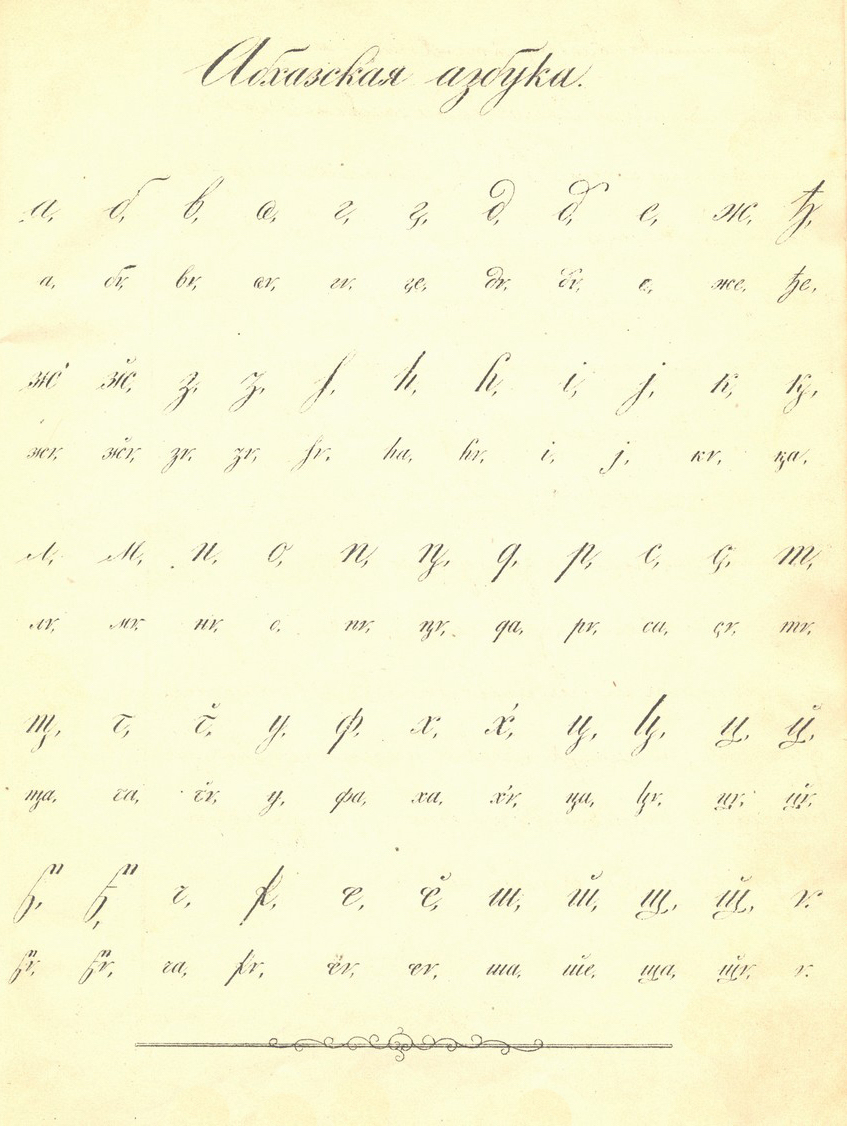
Alphabet abkhaze dans von Uslar 1862.
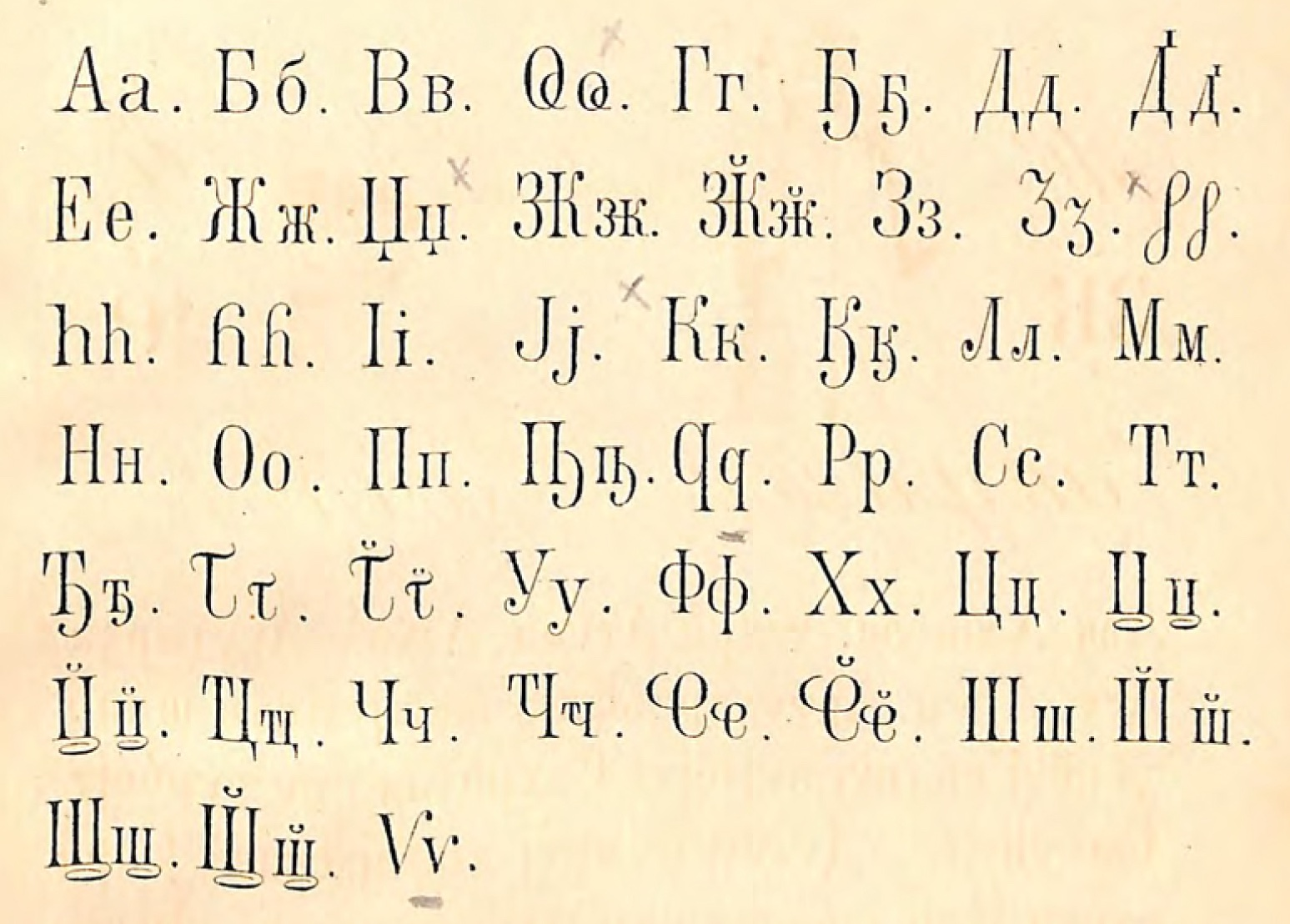
Alphabet abkhaze dans Gulia et Machavariani 1892.
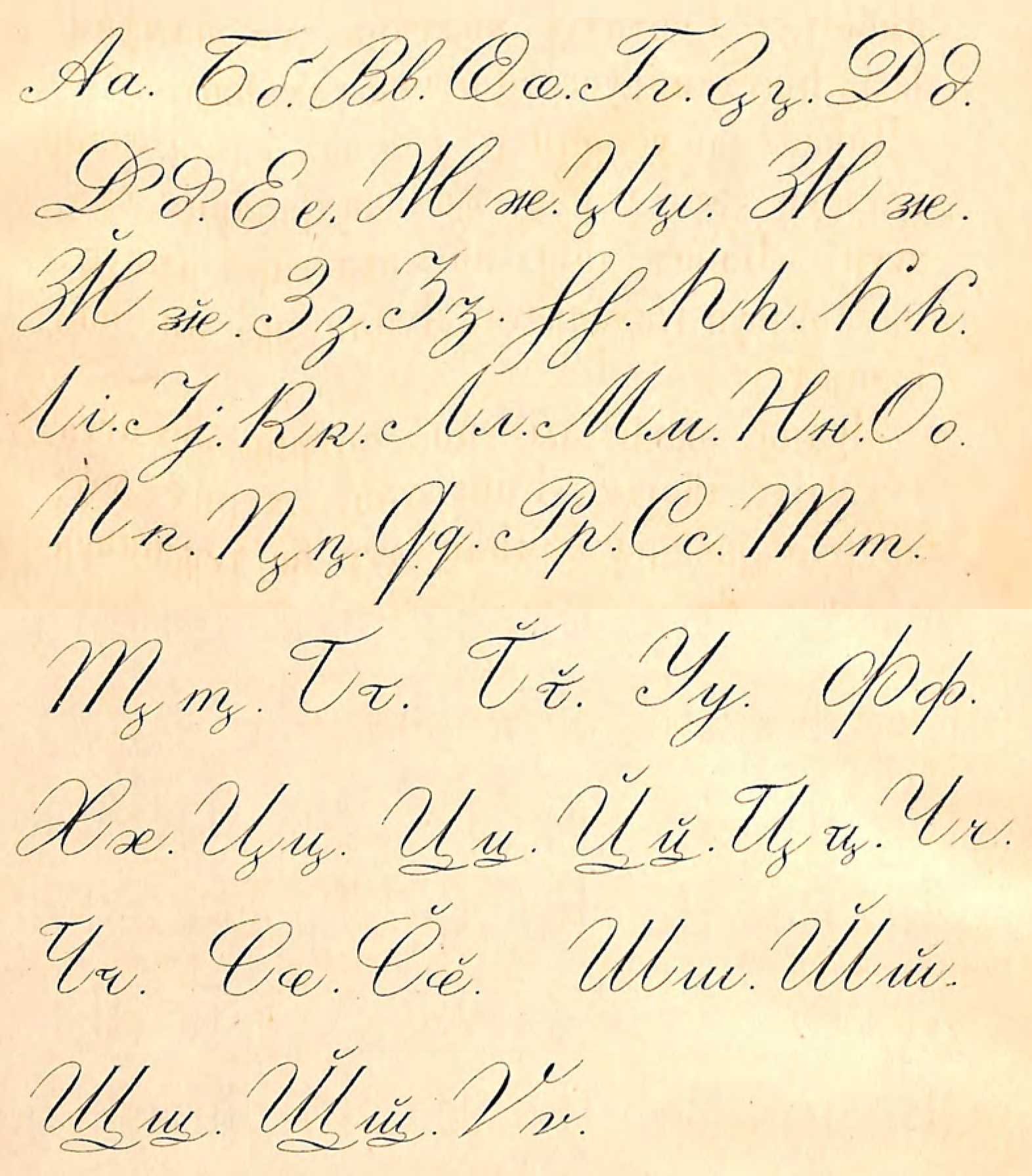
Alphabet abkhaze en écriture cursive dans Gulia et Machavariani 1892.

## Représentations informatiques
Le tché brève peut être représenté avec les caractères Unicode suivants :
| formes    | représentations | chaînes de caractères | points de code | descriptions                                       |
| --------- | --------------- | --------------------- | -------------- | -------------------------------------------------- |
| capitale  | Ҽ̆               | Ҽ̆                     | U+04BC U+0306  | lettre majuscule cyrillique tché diacritique brève |
| minuscule | ҽ̆               | ҽ̆                     | U+04BD U+0306  | lettre minuscule cyrillique tché diacritique brève |